# Temporada 2012 de las Grandes Ligas de Béisbol
La Temporada 2012 de las Grandes Ligas de béisbol comenzó el 28 de marzo con el primero de una serie de dos partidos entre Seattle Mariners y Oakland Athletics en el Tokyo Dome de Japón. El 22 de noviembre de 2011, se firmó un nuevo contrato entre la Major League Baseball y el Sindicato de Jugadores, en el que se aprobó la ampliación de dos equipos para la postemporada, esta medida, comenzara a regir desde esta temporada. Por otra parte, los Florida Marlins, se mudaron desde el Sun Life Stadium, hacia un nuevo estadio, el Marlins Park, además de cambiar su nombre a los   Miami Marlins. En Estados Unidos, la temporada regular comenzó el 4 de abril en Miami, en el duelo de los Marlins de Miami y los actuales campeones de la Serie Mundial, los St. Louis Cardinals, en el nuevo Marlins Park. La edición 83° del Juego de Estrellas, se jugó el 10 de julio en el Kauffman Stadium en Kansas City, Misuri, donde la Liga Nacional derrotó a la Liga Americana, por tercer año consecutivo, por un marcador de 10-0. La temporada regular, terminara el 3 de octubre.

## Posiciones

### Liga Americana
| División Este         | División Este | División Este | División Este | División Este | División Este | División Este |
| Equipo                | V             | D             | CTE           | JD            | LOCAL         | VISITA        |
| --------------------- | ------------- | ------------- | ------------- | ------------- | ------------- | ------------- |
| New York Yankees (1)  | 95            | 67            | .586          | —             | 51–30         | 44–37         |
| Baltimore Orioles (5) | 93            | 69            | .574          | 2             | 47–34         | 46–35         |
| Tampa Bay Rays        | 90            | 72            | .556          | 5             | 46–35         | 44–37         |
| Toronto Blue Jays     | 73            | 89            | .451          | 22            | 41–40         | 32–49         |
| Boston Red Sox        | 69            | 93            | .426          | 26            | 34–47         | 35–46         |

| División Central   | División Central | División Central | División Central | División Central | División Central | División Central |
| Equipo             | V                | D                | CTE              | JD               | LOCAL            | VISITA           |
| ------------------ | ---------------- | ---------------- | ---------------- | ---------------- | ---------------- | ---------------- |
| Detroit Tigers (3) | 88               | 74               | .543             | —                | 50–31            | 38–43            |
| Chicago White Sox  | 85               | 77               | .525             | 3                | 45–36            | 40–41            |
| Kansas City Royals | 72               | 90               | .444             | 16               | 37–44            | 35–46            |
| Cleveland Indians  | 68               | 94               | .420             | 20               | 37–44            | 31–50            |
| Minnesota Twins    | 66               | 96               | .407             | 22               | 31–50            | 35–46            |

| División Oeste        | División Oeste | División Oeste | División Oeste | División Oeste | División Oeste | División Oeste |
| Equipo                | V              | D              | CTE            | JD             | LOCAL          | VISITA         |
| --------------------- | -------------- | -------------- | -------------- | -------------- | -------------- | -------------- |
| Oakland Athletics (2) | 94             | 68             | .580           | —              | 50–31          | 44–37          |
| Texas Rangers (4)     | 93             | 69             | .574           | 1              | 50–31          | 43–38          |
| Anaheim Angels        | 89             | 73             | .549           | 5              | 46–35          | 43–38          |
| Seattle Mariners      | 75             | 87             | .463           | 19             | 40–41          | 35–46          |

### Liga Nacional
| División Este            | División Este | División Este | División Este | División Este | División Este | División Este |
| Equipo                   | V             | D             | CTE           | JD            | LOCAL         | VISITA        |
| ------------------------ | ------------- | ------------- | ------------- | ------------- | ------------- | ------------- |
| Washington Nationals (1) | 98            | 64            | .605          | —             | 50–31         | 48–33         |
| Atlanta Braves (4)       | 94            | 68            | .580          | 4             | 48–33         | 46–35         |
| Philadelphia Phillies    | 81            | 81            | .500          | 17            | 40–41         | 41–40         |
| New York Mets            | 74            | 88            | .457          | 24            | 36–45         | 38–43         |
| Miami Marlins            | 69            | 93            | .426          | 29            | 38–43         | 31–50         |

| División Central        | División Central | División Central | División Central | División Central | División Central | División Central |
| Equipo                  | V                | D                | CTE              | JD               | LOCAL            | VISITA           |
| ----------------------- | ---------------- | ---------------- | ---------------- | ---------------- | ---------------- | ---------------- |
| Cincinnati Reds (2)     | 97               | 65               | .599             | —                | 50–31            | 47–34            |
| St. Louis Cardinals (5) | 88               | 74               | .543             | 9                | 50–31            | 38–43            |
| Milwaukee Brewers       | 83               | 79               | .512             | 14               | 49–32            | 34–47            |
| Pittsburgh Pirates      | 79               | 83               | .488             | 18               | 45–36            | 34–47            |
| Chicago Cubs            | 61               | 101              | .377             | 36               | 38–43            | 23–58            |
| Houston Astros          | 55               | 107              | .340             | 42               | 35–46            | 20–61            |

| División Oeste           | División Oeste | División Oeste | División Oeste | División Oeste | División Oeste | División Oeste |
| Equipo                   | V              | D              | CTE            | JD             | LOCAL          | VISITA         |
| ------------------------ | -------------- | -------------- | -------------- | -------------- | -------------- | -------------- |
| San Francisco Giants (3) | 94             | 68             | .580           | —              | 48–33          | 46–35          |
| Los Angeles Dodgers      | 86             | 76             | .531           | 8              | 45–36          | 41–40          |
| Arizona Diamondbacks     | 81             | 81             | .500           | 13             | 41–40          | 40–41          |
| San Diego Padres         | 76             | 86             | .469           | 18             | 42–39          | 34–47          |
| Colorado Rockies         | 64             | 98             | .395           | 30             | 35–46          | 29–52          |

## Postemporada
|  | Wild Card Playoff | Wild Card Playoff   | Wild Card Playoff |                      |   | Serie Divisional     | Serie Divisional | Serie Divisional     |   |   | Serie de Campeonato de Liga | Serie de Campeonato de Liga | Serie de Campeonato de Liga |   |  | Serie Mundial | Serie Mundial | Serie Mundial |  |
|  | TV: TBS           | TV: TBS             | TV: TBS           |                      |   | TV: TBS              | TV: TBS          | TV: TBS              |   |   | TV: Fox (ALCS); TBS (NLCS)  | TV: Fox (ALCS); TBS (NLCS)  | TV: Fox (ALCS); TBS (NLCS)  |   |  | TV: Fox       | TV: Fox       | TV: Fox       |  |
|  |                   |                     |                   |                      |   |                      |                  |                      |   |   |                             |                             |                             |   |  |               |               |               |  |
|  |                   |                     |                   |                      |   |                      |                  |                      |   |   |                             |                             |                             |   |  |               |               |               |  |
|  |                   |                     |                   |                      |   |                      |                  |                      |   |   |                             |                             |                             |   |  |               |               |               |  |
|  |                   |                     |                   |                      |   |                      |                  |                      |   |   |                             |                             |                             |   |  |               |               |               |  |
|  |                   |                     |                   |                      |   |                      |                  |                      |   |   |                             |                             |                             |   |  |               |               |               |  |
|  |                   | 1                   | New York Yankees  | 3                    |   |                      |                  |                      |   |   |                             |                             |                             |   |  |               |               |               |  |
|  |                   |                     |                   | 3                    |   |                      |                  |                      |   |   |                             |                             |                             |   |  |               |               |               |  |
|  |                   |                     | 5                 | Baltimore Orioles    | 2 |                      |                  |                      |   |   |                             |                             |                             |   |  |               |               |               |  |
|  | 4                 | Texas Rangers       | 5                 | Baltimore Orioles    | 2 | 0                    |                  |                      |   |   |                             |                             |                             |   |  |               |               |               |  |
|  | 4                 | Texas Rangers       |                   |                      |   |                      |                  |                      |   |   |                             |                             |                             |   |  |               |               |               |  |
|  | 5                 | Baltimore Orioles   | 1                 |                      |   |                      |                  |                      |   |   |                             |                             |                             |   |  |               |               |               |  |
|  | 5                 | Baltimore Orioles   | 1                 |                      |   |                      |                  |                      |   | 1 | New York Yankees            | 0                           |                             |   |  |               |               |               |  |
|  | Liga Americana    |                     |                   |                      |   |                      |                  |                      |   | 1 | New York Yankees            | 0                           |                             |   |  |               |               |               |  |
|  |                   |                     | 3                 | Detroit Tigers       | 4 |                      |                  |                      |   |   |                             |                             |                             |   |  |               |               |               |  |
|  |                   |                     | 3                 | Detroit Tigers       | 4 |                      |                  |                      |   |   |                             |                             |                             |   |  |               |               |               |  |
|  |                   |                     |                   |                      |   |                      |                  |                      |   |   |                             |                             |                             |   |  |               |               |               |  |
|  |                   |                     |                   |                      |   |                      |                  |                      |   |   |                             |                             |                             |   |  |               |               |               |  |
|  |                   | 2                   | Oakland Athletics | 2                    |   |                      |                  |                      |   |   |                             |                             |                             |   |  |               |               |               |  |
|  |                   |                     |                   | 2                    |   |                      |                  |                      |   |   |                             |                             |                             |   |  |               |               |               |  |
|  |                   |                     | 3                 | Detroit Tigers       | 3 |                      |                  |                      |   |   |                             |                             |                             |   |  |               |               |               |  |
|  |                   |                     | 3                 | Detroit Tigers       | 3 |                      |                  |                      |   |   |                             |                             |                             |   |  |               |               |               |  |
|  |                   |                     |                   |                      |   |                      |                  |                      |   |   |                             |                             |                             |   |  |               |               |               |  |
|  |                   |                     |                   |                      |   |                      |                  |                      |   |   |                             |                             |                             |   |  |               |               |               |  |
|  |                   |                     |                   |                      |   |                      |                  |                      |   |   |                             | AL                          | Detroit Tigers              | 0 |  |               |               |               |  |
|  |                   |                     |                   |                      |   |                      |                  |                      |   |   |                             |                             |                             | 0 |  |               |               |               |  |
|  |                   |                     | NL                | San Francisco Giants | 4 |                      |                  |                      |   |   |                             |                             |                             |   |  |               |               |               |  |
|  |                   |                     | NL                | San Francisco Giants | 4 |                      |                  |                      |   |   |                             |                             |                             |   |  |               |               |               |  |
|  |                   |                     |                   |                      |   |                      |                  |                      |   |   |                             |                             |                             |   |  |               |               |               |  |
|  |                   |                     |                   |                      |   |                      |                  |                      |   |   |                             |                             |                             |   |  |               |               |               |  |
|  |                   | 2                   | Cincinnati Reds   | 2                    |   |                      |                  |                      |   |   |                             |                             |                             |   |  |               |               |               |  |
|  |                   |                     |                   | 2                    |   |                      |                  |                      |   |   |                             |                             |                             |   |  |               |               |               |  |
|  |                   |                     | 3                 | San Francisco Giants | 3 |                      |                  |                      |   |   |                             |                             |                             |   |  |               |               |               |  |
|  |                   |                     | 3                 | San Francisco Giants | 3 |                      |                  |                      |   |   |                             |                             |                             |   |  |               |               |               |  |
|  |                   |                     |                   |                      |   |                      |                  |                      |   |   |                             |                             |                             |   |  |               |               |               |  |
|  |                   |                     |                   |                      |   |                      |                  |                      |   |   |                             |                             |                             |   |  |               |               |               |  |
|  |                   |                     |                   |                      |   |                      | 3                | San Francisco Giants | 4 |   |                             |                             |                             |   |  |               |               |               |  |
|  | Liga Nacional     |                     |                   |                      |   |                      | 3                | San Francisco Giants | 4 |   |                             |                             |                             |   |  |               |               |               |  |
|  |                   |                     | 5                 | St. Louis Cardinals  | 3 |                      |                  |                      |   |   |                             |                             |                             |   |  |               |               |               |  |
|  | 4                 | Atlanta Braves      | 5                 | St. Louis Cardinals  | 3 | 0                    |                  |                      |   |   |                             |                             |                             |   |  |               |               |               |  |
|  | 4                 | Atlanta Braves      |                   |                      |   |                      |                  |                      |   |   |                             |                             |                             |   |  |               |               |               |  |
|  | 5                 | St. Louis Cardinals | 1                 |                      |   |                      |                  |                      |   |   |                             |                             |                             |   |  |               |               |               |  |
|  | 5                 | St. Louis Cardinals | 1                 |                      | 1 | Washington Nationals | 2                |                      |   |   |                             |                             |                             |   |  |               |               |               |  |
|  |                   |                     |                   |                      | 1 | Washington Nationals | 2                |                      |   |   |                             |                             |                             |   |  |               |               |               |  |
|  |                   |                     | 5                 | St. Louis Cardinals  | 3 |                      |                  |                      |   |   |                             |                             |                             |   |  |               |               |               |  |
|  |                   |                     | 5                 | St. Louis Cardinals  | 3 |                      |                  |                      |   |   |                             |                             |                             |   |  |               |               |               |  |
|  |                   |                     |                   |                      |   |                      |                  |                      |   |   |                             |                             |                             |   |  |               |               |               |  |
|  |                   |                     |                   |                      |   |                      |                  |                      |   |   |                             |                             |                             |   |  |               |               |               |  |
|  |                   |                     |                   |                      |   |                      |                  |                      |   |   |                             |                             |                             |   |  |               |               |               |  |
|  |                   |                     |                   |                      |   |                      |                  |                      |   |   |                             |                             |                             |   |  |               |               |               |  |

|                                                              |
| Campeón de las Grandes Ligas San Francisco Giants 7.º título |

### Wild Card

#### Liga Americana
Viernes 5 de octubre de 2012 – 8:37 p. m. (EDT) en el Rangers Ballpark de Arlington, Texas. Asistencia: 46,931
| Equipo            | 1 | 2 | 3 | 4 | 5 | 6 | 7 | 8 | 9 | C | H | E |
| ----------------- | - | - | - | - | - | - | - | - | - | - | - | - |
| Baltimore Orioles | 1 | 0 | 0 | 0 | 0 | 1 | 1 | 0 | 2 | 5 | 8 | 2 |
| Texas Rangers     | 1 | 0 | 0 | 0 | 0 | 0 | 0 | 0 | 0 | 1 | 9 | 2 |

#### Liga Nacional
Viernes 5 de octubre de 2012 – 5:07 p. m. (EDT) en el Turner Field de Atlanta, Georgia. Asistencia: 52,631
| Equipo              | 1 | 2 | 3 | 4 | 5 | 6 | 7 | 8 | 9 | C | H  | E |
| ------------------- | - | - | - | - | - | - | - | - | - | - | -- | - |
| St. Louis Cardinals | 0 | 0 | 0 | 3 | 0 | 1 | 2 | 0 | 0 | 6 | 6  | 0 |
| Atlanta Braves      | 0 | 2 | 0 | 0 | 0 | 0 | 1 | 0 | 0 | 3 | 12 | 3 |

### Serie Divisional

#### Liga Americana
| Serie Divisional Liga Americana 2012 New York Yankees contra Baltimore Orioles 3-2 |               |                        |                 |                |            |          |
| Juego                                                                              | Fecha         | Resultado              | Serie (NYY-BAL) | Locación       | Asistencia | Duración |
| 1                                                                                  | 7 de octubre  | Yankees 7, Orioles 2   | 1–0             | Camden Yards   | 47,841     | 3:31     |
| 2                                                                                  | 8 de octubre  | Orioles 3, Yankees 2   | 1–1             | Camden Yards   | 48,187     | 3:11     |
| 3                                                                                  | 10 de octubre | Yankees 3, Orioles 2*  | 2–1             | Yankee Stadium | 50,497     | 3:31     |
| 4                                                                                  | 11 de octubre | Orioles 2, Yankees 1** | 2–2             | Yankee Stadium | 49,307     | 4:31     |
| 5                                                                                  | 12 de octubre | Yankees 3, Orioles 1   | 3–2             | Yankee Stadium | 47,081     | 2:52     |

*: 12 entradas 

**: 13 entradas
| Serie Divisional Liga Americana 2012 Detroit Tigers contra Oakland Athletics 3–2 |               |                       |                 |               |            |          |
| Juego                                                                            | Fecha         | Resultado             | Serie (OAK-DET) | Locación      | Asistencia | Duración |
| 1                                                                                | 6 de octubre  | Tigers 3, Athletics 1 | 0–1             | Comerica Park | 43,323     | 2:56     |
| 2                                                                                | 7 de octubre  | Tigers 5, Athletics 4 | 0–2             | Comerica Park | 40,684     | 3:28     |
| 3                                                                                | 9 de octubre  | Athletics 2, Tigers 0 | 1–2             | O.co Coliseum | 37,090     | 2:33     |
| 4                                                                                | 10 de octubre | Athletics 4, Tigers 3 | 2–2             | O.co Coliseum | 36,385     | 3:21     |
| 5                                                                                | 11 de octubre | Tigers 6, Athletics 0 | 2–3             | O.co Coliseum | 36,393     | 2:56     |

#### Liga Nacional
| Serie Divisional Liga Nacional 2012 St. Louis Cardinals contra Washington Nationals 3–2 |               |                           |                 |                |            |          |
| Juego                                                                                   | Fecha         | Resultado                 | Serie (WSH-STL) | Locación       | Asistencia | Duración |
| 1                                                                                       | 7 de octubre  | Nationals 3, Cardinals 2  | 1–0             | Busch Stadium  | 47,078     | 3:40     |
| 2                                                                                       | 8 de octubre  | Cardinals 12, Nationals 4 | 1–1             | Busch Stadium  | 45,840     | 3:27     |
| 3                                                                                       | 10 de octubre | Cardinals 8, Nationals 0  | 1–2             | Nationals Park | 45,017     | 3:32     |
| 4                                                                                       | 11 de octubre | Nationals 2, Cardinals 1  | 2–2             | Nationals Park | 44,392     | 2:55     |
| 5                                                                                       | 12 de octubre | Cardinals 9, Nationals 7  | 2–3             | Nationals Park | 45,966     | 3:49     |

| Serie Divisional Liga Nacional 2012 San Francisco Giants contra Cincinnati Reds 3–2 |               |                   |                |                          |            |          |
| Juego                                                                               | Fecha         | Resultado         | Serie (CIN-SF) | Locación                 | Asistencia | Duración |
| 1                                                                                   | 6 de octubre  | Reds 5, Giants 2  | 1–0            | AT&T Park                | 43,492     | 3:27     |
| 2                                                                                   | 7 de octubre  | Reds 9, Giants 0  | 2–0            | AT&T Park                | 43,505     | 3:14     |
| 3                                                                                   | 9 de octubre  | Giants 2, Reds 1* | 2–1            | Great American Ball Park | 44,501     | 3:41     |
| 4                                                                                   | 10 de octubre | Giants 8, Reds 3  | 2–2            | Great American Ball Park | 44,375     | 3:35     |
| 5                                                                                   | 11 de octubre | Giants 6, Reds 4  | 2–3            | Great American Ball Park | 44,142     | 3:52     |

*: 10 entradas

### Serie de Campeonato

#### Liga Americana
| Serie de Campeonato de la Liga Americana de 2012 Detroit Tigers contra New York Yankees 4–0 |                |                      |                 |                |            |          |
| Juego                                                                                       | Fecha          | Resultado            | Serie (NYY-DET) | Lugar          | Asistencia | Duración |
| 1                                                                                           | 13 de octubre  | Tigers 6, Yankees 4* | 0–1             | Yankee Stadium | 47,122     | 4:54     |
| 2                                                                                           | 14 de octubre  | Tigers 3, Yankees 0  | 0–2             | Yankee Stadium | 47,082     | 3:18     |
| 3                                                                                           | 16 de octubre  | Tigers 2, Yankees 1  | 0–3             | Comerica Park  | 42,970     | 3:28     |
| 4                                                                                           | 18 de octubre† | Tigers 8, Yankees 1  | 0–4             | Comerica Park  | 42,477     | 3:27     |

*: 12 entradas

†: pospuesto desde el 17 de octubre por lluvia

#### Liga Nacional
| Serie de Campeonato de la Liga Nacional de 2012 St. Louis Cardinals contra San Francisco Giants 4–3 |            |                       |                |               |            |                        |
| Juego                                                                                               | Fecha      | Resultado             | Serie (SF-STL) | Lugar         | Asistencia | Duración               |
| 1                                                                                                   | October 14 | Cardinals 6, Giants 4 | 0–1            | AT&T Park     | 42,534     | 3:21                   |
| 2                                                                                                   | October 15 | Giants 7, Cardinals 1 | 1–1            | AT&T Park     | 42,679     | 3:10                   |
| 3                                                                                                   | October 17 | Cardinals 3, Giants 1 | 1–2            | Busch Stadium | 45,850     | 3:02 (3:28 de retraso) |
| 4                                                                                                   | October 18 | Cardinals 8, Giants 3 | 1–3            | Busch Stadium | 47,062     | 3:17                   |
| 5                                                                                                   | October 19 | Giants 5, Cardinals 0 | 2–3            | Busch Stadium | 47,075     | 3:03                   |
| 6                                                                                                   | October 21 | Giants 6, Cardinals 1 | 3–3            | AT&T Park     | 43,070     | 2:55                   |
| 7                                                                                                   | October 22 | Giants 9, Cardinals 0 | 4–3            | AT&T Park     | 43,056     | 3:35                   |

## Serie Mundial
| Serie Mundial de 2012 San Francisco Giants contra Detroit Tigers 4–0 |               |                     |                |               |            |          |
| Juego                                                                | Fecha         | Resultado           | Serie (SF-DET) | Lugar         | Asistencia | Duración |
| 1                                                                    | 24 de octubre | Giants 8, Tigers 3  | 1–0            | AT&T Park     | 42,855     | 3:26     |
| 2                                                                    | 25 de octubre | Giants 2, Tigers 0  | 2–0            | AT&T Park     | 42,982     | 3:05     |
| 3                                                                    | 27 de octubre | Giants 2, Tigers 0  | 3–0            | Comerica Park | 42,262     | 3:25     |
| 4                                                                    | 28 de octubre | Giants 4, Tigers 3* | 4–0            | Comerica Park | 42,152     | 3:34     |

*: 10 entradas
|                                             |
| Campeón San Francisco Giants Séptimo Título |

## Juego de las Estrellas
- Día: 10 de julio
- Estadio: Kauffman Stadium
- Lugar: Kansas City, Misuri
- Asistencia: 40.933
- Umpires:  HP – Gerry Davis; 1B – Jim Joyce; 2B – Brian Runge; 3B – Tony Randazzo; LF – Lance Barksdale; RF – Brian Knight

| Equipo         | 1 | 2 | 3 | 4 | 5 | 6 | 7 | 8 | 9 | C | H  | E |
| -------------- | - | - | - | - | - | - | - | - | - | - | -- | - |
| Liga Nacional  | 5 | 0 | 0 | 3 | 0 | 0 | 0 | 0 | 0 | 8 | 10 | 0 |
| Liga Americana | 0 | 0 | 0 | 0 | 0 | 0 | 0 | 0 | 0 | 0 | 6  | 0 |

## Líderes de la liga

### Liga Americana

#### Líderes de Bateo
| Categoría           | Jugador        | Equipo | Marca |
| ------------------- | -------------- | ------ | ----- |
| Porcentaje de bateo | Miguel Cabrera | DET    | .330  |
| Cuadrangulares      | Miguel Cabrera | DET    | 44    |
| Carreras Impulsadas | Miguel Cabrera | DET    | 139   |
| Carreras Anotadas   | Mike Trout     | LAA    | 129   |
| Hits                | Derek Jeter    | NYY    | 216   |
| Robo de Bases       | Mike Trout     | LAA    | 49    |

#### Líderes de Pitcheo
| Categoría         | Jugador                  | Equipo | Marca |
| ----------------- | ------------------------ | ------ | ----- |
| Victorias         | David Price Jered Weaver | TB LAA | 20    |
| Derrotas          | Ubaldo Jiménez           | CLE    | 17    |
| ERA               | David Price              | TB     | 2.56  |
| Ponches           | Justin Verlander         | DET    | 239   |
| Entradas Lanzadas | Justin Verlander         | DET    | 238.1 |
| Juegos salvados   | Jim Johnson              | BAL    | 51    |

### Liga Nacional

#### Líderes de Bateo
| Categoría           | Jugador          | Equipo | Marca |
| ------------------- | ---------------- | ------ | ----- |
| Porcentaje de bateo | Buster Posey     | SF     | .336  |
| Cuadrangulares      | Ryan Braun       | MIL    | 41    |
| Carreras Impulsadas | Chase Headley    | SDP    | 115   |
| Carreras Anotadas   | Ryan Braun       | MIL    | 108   |
| Hits                | Andrew McCutchen | PIT    | 194   |
| Robo de Bases       | Everth Cabrera   | SDP    | 44    |

#### Líderes de Pitcheo
| Categoría         | Jugador                   | Equipo  | Marca |
| ----------------- | ------------------------- | ------- | ----- |
| Victorias         | Gio González              | WAS     | 21    |
| Derrotas          | Tim Lincecum              | SFG     | 15    |
| ERA               | Clayton Kershaw           | LAD     | 2.53  |
| Ponches           | R.A. Dickey               | NYM     | 230   |
| Entradas Lanzadas | R.A. Dickey               | NYM     | 233.2 |
| Juegos salvados   | Craig Kimbrel Jason Motte | ATL STL | 42    |